# Chesney Hawkes
Chesney Hawkes est un chanteur et auteur-compositeur britannique né le 22 septembre 1971 à Windsor, Berkshire.
Son premier single The One and Only, a connu un très grand succès aux États-Unis. En dehors de la musique, Hawkes a participé à l'émission The Games sur Channel 4 en 2005, remportant une médaille de bronze. Hawkes a participé aux émissions Hit Me Baby One More Time, Let's Dance for Comic Relief et Sing If You Can. Il a également joué dans la comédie musicale Can't Smile Without You, dans le rôle de Tony Lowiman.

## Discographie

### Albums studio
- 1991 - Buddy's Song (Chrysalis Records)
- 1993 - Get the Picture (Chrysalis Records)
- 2008 - Another Fine Mess (Sargent Poppy Records)
- 2012 - Real Life Love (Sargent Poppy Records)
- 2025 - Living Arrows (HGLA Ltd)

### Compilations
- 2005 - The Very Best of Chesney Hawkes (EMI Records)
- 2022 - The Complete Picture: The Albums 1991-2012 (Chrysalis Records)